# Anthomyia concava
Anthomyia concava este o specie de muște din genul Anthomyia, familia Anthomyiidae, descrisă de Ackland în anul 2001. Conform Catalogue of Life specia Anthomyia concava nu are subspecii cunoscute.